# Conostigmus unilineatus
Conostigmus unilineatus är en stekelart som först beskrevs av Alan Parkhurst Dodd 1915.  Conostigmus unilineatus ingår i släktet Conostigmus och familjen trefåresteklar. Inga underarter finns listade i Catalogue of Life.